# امبرتو جیوردانو
امبرتو منوتی ماریا جیوردانو (بهایتالیایی: Umberto Menotti Maria Giordano؛ ۲۸ اوت ۱۸۶۷  –  ۱۲ نوامبر ۱۹۴۸) یک آهنگساز ایتالیایی بود که بیشتر آثاری برای اپرا می‌ساخت.
وی در فوگیا در آپولیا، جنوب ایتالیا متولد شد و تحت‌نظر پائولو سررائو در کنسرواتوار ناپل تحصیل کرد. اولین اپرا او، مارینا، برای رقابتی که توسط ناشران موسیقی Casa Sonzogno برای بهترین اپرا تک کاره تبلیغ شده بود، نوشته شد.